# مايكل دوغلاس
مايكل دوغلاس (بالإنجليزية: Michael Douglas)‏ (مواليد 25 سبتمبر 1944). ممثل ومنتج أفلام أمريكي من أصل روسي حاصل على جائزة الأوسكار 1987 كأفضل ممثل عن دوره في فيلم وول ستريت، كما حصل بنفس الدور على جائزة الغولدن غلوب 1988 كأفضل ممثل في فيلم درامي. ويجدر بالذكر بأنه ابن الممثل الشهير كيرك دوغلاس، عين سنة 1998 رسول السلام التابع للأمم المتحدة.

## النشأة
ولد دوغلاس في نيو برونزويك، نيو جيرسي عام 1944، حضر مايكل دوغلاس، مدرسة «ألن ستيفنسون»، والمدرسة الدولية في جنيف، وتخرج من مدرسة «إيغلبروك» في ديرفيلد، ماساشوستس في 1960 والمدرسة Choate (الآن Choate روزماري هول) في الينجفورد، كونيتيكت في عام 1963. حصل على درجة البكالوريوس من جامعة كاليفورنيا في سانتا باربرا في عام 1966 ، حيث كان هو أيضا الرئيس الفخري للفرع سانتا باربرا جمعية الخريجين .
تزوج من جيسون هايدين في 2001 ومن ثم طلقها في 2003

## الترشيحات والجوائز

### الغولدن غلوب
- أفضل نجم صاعد 1970 عن فيلم Hail, Hero!
- أفضل ممثل درامى عام 1975 عن مسلسل "The Streets of San Francisco"
- أفضل ممثل عام 1988 عن فيلم Wall Street وفاز بها
- أفضل ممثل في فيلم كوميدى أو موسيقى عام 1990 عن فيلم The War of the Roses
- أفضل ممثل في فيلم كوميدى أو موسيقى عام 1996 عن فيلم The American President
- أفضل ممثل عام 2001 عن فيلم Wonder Boys
- أفضل ممثل مساعد عام 2011 عن فيلم Wall Street: Money Never Sleeps

### الأوسكار
- أفضل فيلم عام 1976 عن فيلم One Flew Over the Cuckoo's Nest وفاز بها
- أفضل ممثل رئيسى عام 1988 عن فيلم Wall Street وفاز بها.

## وصلات خارجية
- مايكل دوغلاس على موقع IMDb (الإنجليزية)
- مايكل دوغلاس على موقع ميتاكريتيك (الإنجليزية)
- مايكل دوغلاس على موقع الموسوعة البريطانية (الإنجليزية)
- مايكل دوغلاس على موقع روتن توميتوز (الإنجليزية)
- مايكل دوغلاس على موقع مونزينجر (الألمانية)
- مايكل دوغلاس على موقع قاعدة بيانات الأفلام العربية
- مايكل دوغلاس على موقع ألو سيني (الفرنسية)
- مايكل دوغلاس على موقع ميوزك برينز (الإنجليزية)
- مايكل دوغلاس على موقع تيرنر كلاسيك موفيز (الإنجليزية)
- مايكل دوغلاس على موقع أول موفي (الإنجليزية)